# Crain Ridge
Crain Ridge – grzbiet górski na północnym zboczu Strange Glacier w Latady Mountains w południowo-wschodniej Ziemi Palmera w południowej części Półwyspu Antarktycznego, o wysokości około 1050 m n.p.m..
Częściowo zbadany przez FIDS-RARE ze Stonington Island w latach 1947–1948. Sfotografowany z lotu ptaka w latach 1965–1967 i zmapowany przez United States Geological Survey. Nazwany na cześć Harolda D.K. Craina, pracownika stacji antarktycznej Amundsen-Scott zimą w 1967 roku.  